# Pachydota nervosa
Pachydota nervosa là một loài bướm đêm thuộc phân họ Arctiinae, họ Erebidae.